# Песчанотаволжанское
Песчанотаволжанское — село в Шадринском районе Курганской области России. Административный центр Песчанотаволжанского сельсовета.

## История
До 1917 года в составе Кабанской волости Шадринского уезда Пермской губернии. По данным на 1926 год состояло из 369 хозяйств. В административном отношении являлось центром Песчанотаволжанского сельсовета Батуринского района Шадринского округа Уральской области.

## Население
| 1989 | 2002 | 2010 |
| ---- | ---- | ---- |
| 375  | ↘365 | ↘244 |

По данным переписи 1926 года в селе проживало 1741 человек (825 мужчин и 916 женщин), в том числе: русские составляли 99 % населения.
Согласно результатам Всероссийской переписи населения 2002 года, в национальной структуре населения русские составляли 92 %.